# Jaskinia z Mostami
Jaskinia z Mostami – jaskinia w Wąwozie Kraków w Dolinie Kościeliskiej w Tatrach Zachodnich. Ma trzy otwory wejściowe na lewym orograficznie zboczu Wąwozu Kraków w jego środkowej części, w pobliżu Jaskini Zakosistej i Jaskini Dwuotworowej Krakowskiej, a wysokości 1249, 1248 i 1246 metrów n.p.m. Długość jaskini wynosi 70 metrów, a jej deniwelacja 19 metrów. Znajdują się w niej mosty skalne, stąd nazwa jaskini.

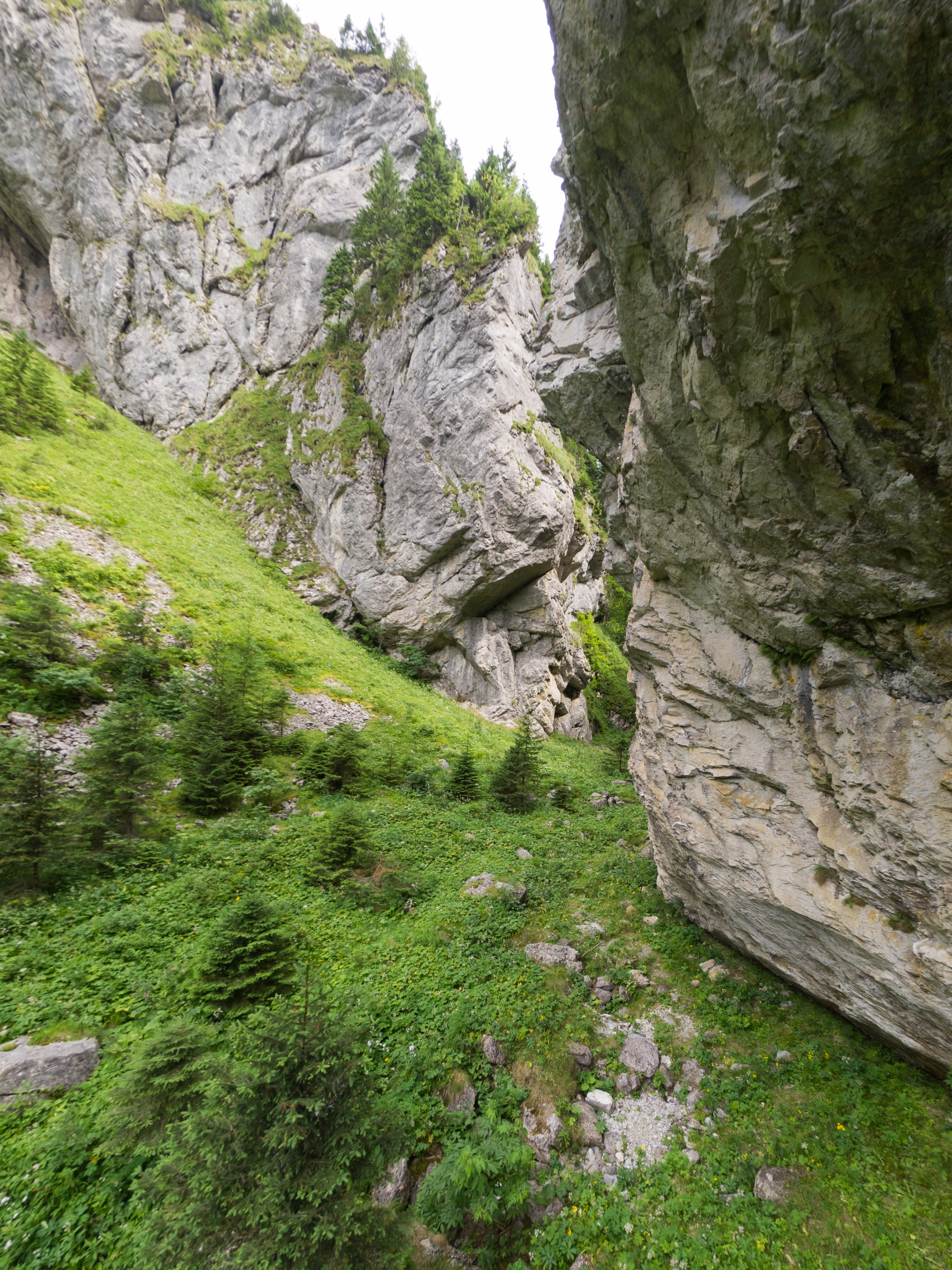
Rynek w wąwozie Kraków. Po lewej ściana Kościoła, po prawej ściana Baszty

## Opis jaskini
Głównym ciągiem jaskini jest korytarz zaczynający się przy otworach wejściowych a kończący się kominem. Dwa otwory są obok siebie rozdzielone mostem skalnym (stąd nazwa jaskini), trzeci położony jest w pobliżu. Korytarzyki prowadzące od otworów łączą się w niewielkiej salce w jeden główny ciąg. Prowadzi on przez przełaz do kolejnej salki, obniża się, a potem wznosi się do następnej salki.
Znajduje się tu 7 metrowy komin, na górze którego zaczyna się korytarzyk. W lewo kończy się on szczeliną, a w prawo dochodzi do niewielkiej studzienki. Z jej dna odchodzi krótka szczelina.

## Przyroda
W korytarzu między drugą a trzecią salką występują nacieki grzybkowe i nieliczne stalaktyty.
Ściany jaskini są mokre.

## Historia odkryć
Jaskinia była znana od dawna. Jednak jej dokumentację sporządzili dopiero 5 sierpnia 1977 roku M. Burkacki, R.M. Kardaś i M. Lasota  w ramach prac inwentaryzacyjnych jaskiń tatrzańskich.